# ليلى الزويني
ليلى الزويني ( أيندهوفن، 6 يوليو 1965 - ليدن، 19 أبريل 2025) هي محامية هولندية عراقية. متخصصة في الشريعة، والتنمية القانونية، والقبلية العربية، والإصلاح الإسلامي لحقوق المرأة.

## سيرة
هي ابنة لأب عراقي وأم هولندية. التقى والداها في آيندهوفن، حيث كان والدها العراقي يعمل في شركة فيليبس وكانت والدتها الهولندية تمتلك متجرًا للعطور. وصفت نفسها بأنها "مسلمة كاثوليكية" مستوحاة من مثال والديها. بعد تخرجها من المدرسة الثانوية في كلية إديث شتاين في لاهاي، درست في جامعة ليدن، حيث حصلت على درجة الماجستير في القانون في عام 1995. من عام 1983 إلى عام 1989 درست في كلية الدراسات الشرقية والإفريقية التابعة لجامعة لندن، حصلت على درجة الماجستير في الدراسات العربية واللغة والثقافة العربية.
عاشت وعملت لفترة من الزمن في العراق ومصر واليمن من أجل البحث العلمي وتطوير سيادة القانون. وبعد ذلك سافرت على نطاق واسع إلى الشرق الأوسط. أمضت بعض الوقت في أفغانستان كموظفة في الأمم المتحدة.
توفيت في 19 أبريل 2025 عن عمر يناهز 59 عاماً بعد صراع طويل مع المرض.

## المنشورات
- ليلى الزويني: سيادة القانون في اليمن. الآفاق والتحديات. لاهاي، هيلي، 2012. رقم ISBN 9789491639005 -- النسخة الرقمية
- التعددية القانونية في العالم العربي، تحرير بقلم بودوان دوبريه، موريتس بيرجر، ليلى الزويني. لاهاي، كلوير، 1999. رقم ISBN 9041111050
- ليلى الزويني ورود بيترز: ببليوغرافيا الشريعة الإسلامية، 1980-1983. ليدن، بريل، 1994. رقم ISBN 9004100091